# Miles from Tomorrowland
Miles from Tomorrowland (Miles del mañana en Latinoamérica y Miles del futuro en España) es una serie animada de Disney Junior. La serie salió al aire como cortometrajes del 19 al 23 de enero antes de estrenarse oficialmente el 6 de febrero de 2015. Un total de 70 episodios, cada uno compuesto por dos historias de 11 minutos y 6 capítulos especiales de 23 minutos cada 1, se había ordenado para la primera temporada. Se estrenó en Hispanoamérica el 9 de mayo de 2015 y en España el 16 de mayo de 2015. Esta serie lleva el nombre de Tomorrowland en los parques temáticos de Disney. Para la tercera temporada de la serie, que debutó el 16 de octubre de 2017 en Disney Channel, pasó a llamarse Mission Force One.
El 28 de abril de 2015, la serie fue renovada para una segunda temporada.
La serie fue cancelada después de tres temporadas, y el final de la serie se emitió el 10 de septiembre de 2018.

## Sinopsis
Miles del Mañana es una serie animada sobre la aventura espacial. Se centra en la familia Calisto que viven en una nave espacial llamada la Estelósfera (en Latinoamérica) / Stellosfera (en España) y trabajan por la Autoridad de Tránsito de Tomorrowland, la (ATT).

## Elenco y personajes

### Personajes principales
- Cullen McCarthy como Miles, un joven entusiasta y curioso con una racha creativa un tanto imprudente quien la serie lleva el nombre de.

Sus frases son: 
"¡Planetástico!" (en Latinoamérica),
"¡Cósmico!" (en España), 
"¡Superstellar!," 
 "¡Galáctica!," 
y "¡Vamos a despegar!" (en Latinoamérica), "¡A toda mecha!" (en España)
- Fiona Bishop como Loretta, hermana de Miles y más inteligentes de los dos niños. Ella es un genio de la tecnología. También le gusta leer las instrucciones y seguir las reglas.

- Olivia Munn como Phoebe, madre de Miles y el capitán del barco. Ella es una mujer ambiciosa y lograda que sobresale en su carrera y desafía a su familia a hacer lo mejor.

- Tom Kenny como Leo, padre de Miles y el ingeniero de la nave. Él también es un piloto y el inventor de la familia. Leo demuestra una actitud relajada que le lleva a resolver problemas de manera innovadora.

- Danny Jacobs como almirante Watson, un jefe de la Autoridad de Tránsito de Tomorrowland.

- Diedrich Bader como Almirante Crick, un jefe de la Autoridad de Tránsito de Tomorrowland.

- Grey DeLisle como Estella, la voz de la computadora en la nave Estelosfera.

- Dee Bradley Baker como MERC (Mecánica Criatura Emocionalmente sensible), mascota robo-avestruz de la familia que nunca está lejos de un lado de Miles.

### Personajes recurrentes
- Adrian Grenier como el Capitán Joe, un luchador contra el crimen intergaláctico y su tío Miles.
- Mark Hamill como Tábano Garnett, un proscrito extranjero obsesionado con la posesión de la última tecnología.
- George Takei como Spectryx
- Bill Nye como Profesor Rubicon, profesor de ciencias de Miles que tiene una gran pasión por la ciencia.
- Wil Wheaton como Comandante S'leet
- Alton Brown como Lysander Floovox
- Brenda Song como tía Frida
- Dee Bradley Baker como el Sr. Xylon, un hombre de correo alienígena.
- Dee Bradley Baker como teniente Luminix, segundo del capitán Joe en Command y Despacho de Emergencias.

## Episodios
| Temporada | Temporada | Episodios | Estados Unidos       | Estados Unidos      | Latinoamérica                                                                                      | Latinoamérica       | España                                                                       | España              |
| Temporada | Temporada | Episodios | Comienzo             | Final               | Comienzo                                                                                           | Final               | Comienzo                                                                     | Final               |
| --------- | --------- | --------- | -------------------- | ------------------- | -------------------------------------------------------------------------------------------------- | ------------------- | ---------------------------------------------------------------------------- | ------------------- |
|           | 1         | 30        | 6 de febrero de 2015 | 18 de marzo de 2016 | 2 de mayo de 2015 (Disney XD) 3 de mayo de 2015 (Disney Channel) 9 de mayo de 2015 (Disney Junior) | 10 de julio de 2016 | 16 de mayo de 2015 (Disney Junior) 12 de septiembre de 2015 (Disney Channel) | 21 de marzo de 2016 |
|           | 2         | 20        | 20 de junio de 2016  | —                   | 3 de septiembre de 2016                                                                            | —                   | 5 de diciembre de 2016                                                       | —                   |

### Temporada 1 (2015-16)
| Serie # | Temp. # | Título                                                                      | Estreno original         | Estreno en Latinoamérica                                              | Estreno en España                                     | Código | Audiencia |
| ------- | ------- | --------------------------------------------------------------------------- | ------------------------ | --------------------------------------------------------------------- | ----------------------------------------------------- | ------ | --------- |
| 1a      | 1a      | «Nave Fugitiva»                                                             | 6 de febrero de 2015     | 2 de mayo de 2015 (DXD) 3 de mayo de 2015 (DC) 9 de mayo de 2015 (DJ) | 16 de mayo de 2015 (DJ) 12 de septiembre de 2015 (DC) | 101    | 1.02      |
| 1b      | 1b      | «Surfeando el Remolino»                                                     | 6 de febrero de 2015     | 2 de mayo de 2015 (DXD) 3 de mayo de 2015 (DC) 9 de mayo de 2015 (DJ) | 16 de mayo de 2015 (DJ) 12 de septiembre de 2015 (DC) | 101    | 1.02      |
| 2a      | 2a      | «Océano En Movimiento»                                                      | 6 de febrero de 2015     | 10 de mayo de 2015                                                    | 17 de mayo de 2015 (DJ) 20 de septiembre de 2015 (DC) | 103    | 0.94      |
| 2b      | 2b      | «Intercambio de Explorador»                                                 | 6 de febrero de 2015     | 10 de mayo de 2015                                                    | 17 de mayo de 2015 (DJ) 20 de septiembre de 2015 (DC) | 103    | 0.94      |
| 3a      | 3a      | «A Jugar»                                                                   | 6 de febrero de 2015     | 16 de mayo de 2015                                                    | 23 de mayo de 2015 (DJ) 19 de septiembre de 2015 (DC) | 104    | 0.85      |
| 3b      | 3b      | «Así Salvé mis Vacaciones de Verano»                                        | 6 de febrero de 2015     | 16 de mayo de 2015                                                    | 23 de mayo de 2015 (DJ) 19 de septiembre de 2015 (DC) | 104    | 0.85      |
| 4a      | 4a      | «Viaje al Planeta Helado»                                                   | 6 de febrero de 2015     | 17 de mayo de 2015                                                    | 24 de mayo de 2015 (DJ) 13 de septiembre de 2015 (DC) | 102    | 0.76      |
| 4b      | 4b      | «El Ataque de los Flickorax»                                                | 6 de febrero de 2015     | 17 de mayo de 2015                                                    | 24 de mayo de 2015 (DJ) 13 de septiembre de 2015 (DC) | 102    | 0.76      |
| 5a      | 5a      | «¡Atrapen a TOIE!»                                                          | 13 de febrero de 2015    | 23 de mayo de 2015                                                    | 30 de mayo de 2015 (DJ) 26 de septiembre de 2015 (DC) | 105    | 0.98      |
| 5b      | 5b      | «El Gran Merc»                                                              | 13 de febrero de 2015    | 23 de mayo de 2015                                                    | 30 de mayo de 2015 (DJ) 26 de septiembre de 2015 (DC) | 105    | 0.98      |
| 6a      | 6a      | «¿Quién Se Robó La Estelósfera? (LA) ¿Quién Ha Robado La Stellosfera? (ES)» | 20 de febrero de 2015    | 24 de mayo de 2015                                                    | 31 de mayo de 2015 (DJ) 27 de septiembre de 2015 (DC) | 106    | 1.86      |
| 6b      | 6b      | «Rocas Rodantes (LA) Roca-bol (ES)»                                         | 20 de febrero de 2015    | 24 de mayo de 2015                                                    | 31 de mayo de 2015 (DJ) 27 de septiembre de 2015 (DC) | 106    | 1.86      |
| 7a      | 7a      | «Feliz Día del Capitán»                                                     | 20 de marzo de 2015      | 30 de mayo de 2015                                                    | 6 de junio de 2015                                    | 108    | 1.17      |
| 7b      | 7b      | «El Planeta de las Plantas»                                                 | 20 de marzo de 2015      | 30 de mayo de 2015                                                    | 6 de junio de 2015                                    | 108    | 1.17      |
| 8a      | 8a      | «Un Paseo En Quarkon (LA) Paseo En Quárkon (ES)»                            | 20 de marzo de 2015      | 31 de mayo de 2015                                                    | 7 de junio de 2015 (DJ) 3 de octubre de 2015 (DC)     | 107    | 1.12      |
| 8b      | 8b      | «Diminutos (LA) Encogidos (ES)»                                             | 20 de marzo de 2015      | 31 de mayo de 2015                                                    | 7 de junio de 2015 (DJ) 3 de octubre de 2015 (DC)     | 107    | 1.12      |
| 9a      | 9a      | «Al Zona de Ricitos de Oro»                                                 | 20 de marzo de 2015      | 1 de agosto de 2015                                                   | 7 de septiembre de 2015                               | 109    | 1.07      |
| 9b      | 9b      | «El Plan del Hipo (LA)»                                                     | 20 de marzo de 2015      | 1 de agosto de 2015                                                   | 7 de septiembre de 2015                               | 109    | 1.07      |
| 10a     | 10a     | «En Guardia Espacial (LA)»                                                  | 3 de abril de 2015       | 8 de agosto de 2015                                                   | 14 de septiembre de 2015                              | 110    | 1.68      |
| 10b     | 10b     | «Spaceship Invader»                                                         | 3 de abril de 2015       | 8 de agosto de 2015                                                   | 14 de septiembre de 2015                              | 110    | 1.68      |
| 11a     | 11a     | «Persiguiendo al Blastboard»                                                | 17 de abril de 2015      | 15 de agosto de 2015                                                  | 21 de septiembre de 2015                              | 112    | 1.08      |
| 11b     | 11b     | «Aventuras Cuidando las Robo-Mascotas»                                      | 17 de abril de 2015      | 15 de agosto de 2015                                                  | 21 de septiembre de 2015                              | 112    | 1.08      |
| 12a     | 12a     | «Desenchufados»                                                             | 24 de abril de 2015      | 22 de agosto de 2015                                                  | 28 de septiembre de 2015                              | 113    | 1.08      |
| 12b     | 12b     | «Desechados»                                                                | 24 de abril de 2015      | 22 de agosto de 2015                                                  | 28 de septiembre de 2015                              | 113    | 1.08      |
| 13a     | 13a     | «Mamá Merc»                                                                 | 8 de mayo de 2015        | 1 de noviembre de 2015                                                | 7 de diciembre de 2015                                | 111    | 1.22      |
| 13b     | 13b     | «La Carrera Espacial»                                                       | 8 de mayo de 2015        | 1 de noviembre de 2015                                                | 7 de diciembre de 2015                                | 111    | 1.22      |
| 14a     | 14a     | «La Aventura en Neptuno»                                                    | 15 de mayo de 2015       | 8 de noviembre de 2015                                                | 14 de diciembre de 2015                               | 114    | 1.02      |
| 14b     | 14b     | «Ojos que No Ven»                                                           | 15 de mayo de 2015       | 8 de noviembre de 2015                                                | 14 de diciembre de 2015                               | 114    | 1.02      |
| 15a     | 15a     | «La Nocha de Yuri»                                                          | 3 de julio de 2015       | 15 de noviembre de 2015                                               | 21 de diciembre de 2015                               | 117    | 1.72      |
| 15b     | 15b     | «Yo, Stella»                                                                | 3 de julio de 2015       | 15 de noviembre de 2015                                               | 21 de diciembre de 2015                               | 117    | 1.72      |
| 16a     | 16a     | «Comida Congelada»                                                          | 10 de julio de 2015      | 22 de noviembre de 2015                                               | 28 de diciembre de 2015                               | 116    | 1.54      |
| 16b     | 16b     | «Hasta Luego, Multivador»                                                   | 10 de julio de 2015      | 22 de noviembre de 2015                                               | 28 de diciembre de 2015                               | 116    | 1.54      |
| 17a     | 17a     | «Año Nuevo Lunar»                                                           | 17 de julio de 2015      | 29 de noviembre de 2015                                               | 4 de enero de 2016                                    | 118    | 1.68      |
| 17b     | 17b     | «Diario de Flotamoto»                                                       | 17 de julio de 2015      | 29 de noviembre de 2015                                               | 4 de enero de 2016                                    | 118    | 1.68      |
| 18a     | 18a     | «La Búsqueda de Skellig Pro»                                                | 24 de julio de 2015      | 1 de febrero de 2016                                                  | 11 de enero de 2016                                   | 119    | 1.87      |
| 18b     | 18b     | «Especie en Peligro»                                                        | 24 de julio de 2015      | 2 de febrero de 2016                                                  | 11 de enero de 2016                                   | 119    | 1.87      |
| 19a     | 19a     | «Arenadorie»                                                                | 7 de agosto de 2015      | 3 de febrero de 2016                                                  | 18 de enero de 2016                                   | 120    | 1.40      |
| 19b     | 19b     | «Merc Magnético»                                                            | 7 de agosto de 2015      | 4 de febrero de 2016                                                  | 18 de enero de 2016                                   | 120    | 1.40      |
| 20a     | 20a     | «Un Problema de Crecer»                                                     | 13 de agosto de 2015     | 5 de febrero de 2016                                                  | 25 de enero de 2016                                   | 121    | 1.40      |
| 20b     | 20b     | «The Tardigrade Escapade»                                                   | 13 de agosto de 2015     | 8 de febrero de 2016                                                  | 25 de enero de 2016                                   | 121    | 1.40      |
| 21a     | 21a     | «Miles vs. the Volcano»                                                     | 19 de septiembre de 2015 | 9 de febrero de 2016                                                  | 1 de febrero de 2016                                  | 122    | 1.56      |
| 21b     | 21b     | «Scavengers of Mars»                                                        | 19 de septiembre de 2015 | 10 de febrero de 2016                                                 | 1 de febrero de 2016                                  | 122    | 1.56      |
| 22a     | 22a     | «Unexpected Ally»                                                           | 26 de septiembre de 2015 | 11 de febrero de 2016                                                 | 8 de febrero de 2016                                  | 124    | 1.50      |
| 22b     | 22b     | «Skyrise»                                                                   | 26 de septiembre de 2015 | 12 de febrero de 2016                                                 | 8 de febrero de 2016                                  | 124    | 1.50      |
| 23a     | 23a     | «Ghost Moon»                                                                | 10 de octubre de 2015    | 31 de octubre de 2016                                                 | 24 de octubre de 2016                                 | 115    | 1.75      |
| 23b     | 23b     | «Stormy Night in a Dark Nebula»                                             | 10 de octubre de 2015    | 31 de octubre de 2016                                                 | 24 de octubre de 2016                                 | 115    | 1.75      |
| 24a     | 24a     | «Team Exo-Flex»                                                             | 17 de octubre de 2015    | 5 de junio de 2016                                                    | 15 de febrero de 2016                                 | 125    | 1.67      |
| 24b     | 24b     | «Dino World»                                                                | 17 de octubre de 2015    | 5 de junio de 2016                                                    | 15 de febrero de 2016                                 | 125    | 1.67      |
| 25a     | 25a     | «The Pluto Rescue»                                                          | 24 de octubre de 2015    | 12 de junio de 2016                                                   | 22 de febrero de 2016                                 | 126    | 1.48      |
| 25b     | 25b     | «The Taking of the Solar Express»                                           | 24 de octubre de 2015    | 12 de junio de 2016                                                   | 22 de febrero de 2016                                 | 126    | 1.48      |
| 26a     | 26a     | «The Space Trader»                                                          | 7 de noviembre de 2015   | 19 de junio de 2016                                                   | 29 de febrero de 2016                                 | 127    | 1.54      |
| 26b     | 26b     | «The Quantum Cup»                                                           | 7 de noviembre de 2015   | 19 de junio de 2016                                                   | 29 de febrero de 2016                                 | 127    | 1.54      |
| 27a     | 27a     | «The Legend of Sandelion»                                                   | 14 de noviembre de 2015  | 26 de junio de 2016                                                   | 7 de marzo de 2016                                    | 128    | 1.77      |
| 27b     | 27b     | «The Mystery of Atlantix»                                                   | 14 de noviembre de 2015  | 26 de junio de 2016                                                   | 7 de marzo de 2016                                    | 128    | 1.77      |
| 28a     | 28a     | «The Hitchhiker's Ride Through the Galaxy»                                  | 21 de noviembre de 2015  | 12 de noviembre de 2016                                               | 14 de marzo de 2016                                   | 129    | 1.39      |
| 28b     | 28b     | «Escape From the Tethoscape»                                                | 21 de noviembre de 2015  | 12 de noviembre de 2016                                               | 14 de marzo de 2016                                   | 129    | 1.39      |
| 29a     | 29a     | «Snow Globe»                                                                | 4 de diciembre de 2015   | 8 de diciembre de 2015                                                | 24 de diciembre de 2015                               | 123    | 0.85      |
| 29b     | 29b     | «The Discovery Expedition»                                                  | 4 de diciembre de 2015   | 8 de diciembre de 2015                                                | 24 de diciembre de 2015                               | 123    | 0.85      |
| 30      | 30      | «Galatech: Secrets of the Black Hole»                                       | 18 de marzo de 2016      | 10 de julio de 2016                                                   | 21 de marzo de 2016                                   | 130    | -         |

### Temporada 2 (2016-17)
| Serie # | Temp. # | Título                                                   | Estreno original         | Estreno en Latinoamérica | Estreno en España       | Código | Audiencia |
| ------- | ------- | -------------------------------------------------------- | ------------------------ | ------------------------ | ----------------------- | ------ | --------- |
| 31a     | 1a      | «Capitán Miles»                                          | 20 de junio de 2016      | 3 de septiembre de 2016  | 5 de diciembre de 2016  | 201    | 0.57      |
| 31b     | 1b      | «La Búsqueda de Spot»                                    | 20 de junio de 2016      | 3 de septiembre de 2016  | 5 de diciembre de 2016  | 201    | 0.57      |
| 32a     | 2a      | «Los Bloopyniñeras»                                      | 27 de junio de 2016      | 4 de septiembre de 2016  | 12 de diciembre de 2016 | 202    | 0.65      |
| 32b     | 2b      | «Astro-nivoras»                                          | 27 de junio de 2016      | 4 de septiembre de 2016  | 12 de diciembre de 2016 | 202    | 0.65      |
| 33a     | 3a      | «Cómo Construir Una Robot-Mascota»                       | 11 de julio de 2016      | 10 de septiembre de 2016 | 19 de diciembre de 2016 | 203    | 0.69      |
| 33b     | 3b      | «Día de la carrera»                                      | 11 de julio de 2016      | 10 de septiembre de 2016 | 19 de diciembre de 2016 | 203    | 0.69      |
| 34a     | 4a      | «Molinetes Galopantes»                                   | 18 de julio de 2016      | 11 de septiembre de 2016 | 26 de diciembre de 2016 | 204    | 0.68      |
| 34b     | 4b      | «La Marcha de los Robo-Pingüinos»                        | 18 de julio de 2016      | 11 de septiembre de 2016 | 26 de diciembre de 2016 | 204    | 0.68      |
| 35a     | 5a      | «Las Aventuras de Chorro Retrógrada»                     | 25 de julio de 2016      | 17 de septiembre de 2016 | 2 de enero de 2017      | 205    | 0.60      |
| 35b     | 5b      | «Los Pequeños Extraterrestres»                           | 25 de julio de 2016      | 17 de septiembre de 2016 | 2 de enero de 2017      | 205    | 0.60      |
| 36a     | 6a      | «El Agarro del Galatech (LA) Agarrando al Galatech (ES)» | 1 de agosto de 2016      | 18 de septiembre de 2016 | 9 de enero de 2017      | 206    | 0.67      |
| 36b     | 6b      | «Un Almirante Rescate (LA) Un Rescate Almirante (ES)»    | 1 de agosto de 2016      | 18 de septiembre de 2016 | 9 de enero de 2017      | 206    | 0.67      |
| 37a     | 7a      | «La búsqueda de las galaxias»                            | 8 de agosto de 2016      | 24 de septiembre de 2016 | 16 de enero de 2017     | 207    | 0.75      |
| 37b     | 7b      | «Misión al Sol»                                          | 8 de agosto de 2016      | 24 de septiembre de 2016 | 16 de enero de 2017     | 207    | 0.75      |
| 38a     | 8a      | «El primer día en la escuela galáctica»                  | 24 de septiembre de 2016 | -                        | -                       | 208    | -         |
| 38b     | 8b      | «Miles bajo el agua»                                     | 24 de septiembre de 2016 | -                        | -                       | 208    | -         |
| 39a     | 9a      | «La feria galáctica»                                     | 8 de octubre de 2016     | -                        | -                       | 209    | -         |
| 39b     | 9b      | «Feria en fuga»                                          | 8 de octubre de 2016     | -                        | -                       | 209    | -         |
| 40a     | 10a     | «El día de construir»                                    | 15 de octubre de 2016    | -                        | -                       | 210    | -         |
| 40b     | 10b     | «Galactech: Flight of the Iotas»                         | 15 de octubre de 2016    | -                        | -                       | 210    | -         |
| 41a     | 11a     | «Galactech: Still Rocketing»                             | 22 de octubre de 2016    | -                        | -                       | 211    | -         |
| 41b     | 11b     | «Merc's Night Out»                                       | 22 de octubre de 2016    | -                        | -                       | 211    | -         |
| 42a     | 12a     | «Space Junkers»                                          | 29 de octubre de 2016    | -                        | -                       | 212    | -         |
| 42b     | 12b     | «Help Us, Jet Retrograde!»                               | 29 de octubre de 2016    | -                        | -                       | 212    | -         |
| 43a     | 13a     | «Blackout on Bloppsburgh»                                | 5 de noviembre de 2016   | -                        | -                       | 213    | 0.81      |
| 43b     | 13b     | «The Robot Thief»                                        | 5 de noviembre de 2016   | -                        | -                       | 213    | 0.81      |
| 44a     | 14a     | «Back in the Groove»                                     | 12 de noviembre de 2016  | -                        | -                       | 214    | 0.88      |
| 44b     | 14b     | «Saving Lumaro»                                          | 12 de noviembre de 2016  | -                        | -                       | 214    | 0.88      |
| 45a     | 15a     | «Galactech: The S'Leet Heist»                            | 3 de diciembre de 2016   | -                        | -                       | -      | -         |
| 45b     | 15b     | «Galactech: The S'Leet Fleet»                            | 3 de diciembre de 2016   | -                        | -                       | -      | -         |